# Liberiaanse loofbuulbuul
De Liberiaanse loofbuulbuul (Phyllastrephus leucolepis) is een zangvogel uit de familie Pycnonotidae (buulbuuls). Het is een ernstig bedreigde, endemische vogelsoort uit de county Grand Gedeh in zuidoostelijk Liberia.

## Kenmerken
De vogel is 15 cm lang, het is een olijfkleurige bosvogel die sterk op de kleine loofbuulbuul (P. icterinus) lijkt. Deze loofbuulbuul is vuil olijfkleurig van boven en van onderen dofgeel met een olijfkleurige waas op de borst. Het verschil met de kleine loofbuulbuul zijn de gele vlekjes op de uiteinden van de buitenste vleugelpennen en de vleugeldekveren. In zit lijkt dit op een vleugelstreep. Verder is er zeer weinig over de soort bekend, die pas in 1985 werd ontdekt en beschreven. De mogelijkheid bestaat zelfs dat het geen aparte soort is, maar een kleine loofbuulbuul met afwijkend verenkleed. Deze vooronderstelling werd later nog eens bevestigd door moleculair genetisch onderzoek dat gelijktijdig in Duitsland en het Verenigd Koninkrijk werd uitgevoerd en gepubliceerd in 2017.

## Verspreiding en leefgebied
Deze soort is endemisch in zuidoostelijk Liberia. Het regenwoud van Liberia is een biodiversiteitshotspot behorend tot de Guineese wouden van West-Afrika. Het oerwoud is hier bijzonder soortenrijk. De soort werd in 1985 aangetroffen op de overgang tussen altijd groenblijvend moessonbos en gemengd bos, in groepjes met andere vogelsoorten die in de buurt van boomstammen foerageerden op 4 tot 8 meter boven de bosbodem.

## Status
De Liberiaanse loofbuulbuul heeft waarschijnlijk een zeer klein verspreidingsgebied en daardoor is de kans op uitsterven aanwezig. De soort is na 1985 niet meer waargenomen. De grootte van de populatie werd in 2012 door BirdLife International nog geschat op 350-1500 individuen. Tijdens perioden van politieke onrust, onder andere rond 2003, vond op grote schaal illegale houtkap plaats. Het mogelijke leefgebied van deze soort wordt daardoor bedreigd. Om deze redenen stond deze soort in 2012 als ernstig bedreigd (kritiek) op de Rode Lijst van de IUCN. In 2013, tijdens een speciaal daarvoor georganiseerd onderzoek, lukte het niet de vogel opnieuw te lokaliseren. In 2017 werd de soort op de rode lijst als ondersoort van  kleine loofbuulbuul (P. icterinus) vermeld.